# Eric Clapton Gold Leaf Stratocaster
Die Fender Eric Clapton Gold Leaf Stratocaster ist eine Stratocaster, die sich Eric Clapton nach speziellen Wünschen für seine From-The-Cradle-Tour herstellen ließ. 1999 wurde sie für einen wohltätigen Zweck in New York versteigert.

## Spezifikationen
Clapton wollte einen alten Bluessound der 1960er Jahre für seine From the Cradle World Tour haben und ließ sich vom Fender Custom Shop eine Gitarre bauen, die diese Anforderungen erfüllte: Die Stratocaster wurde mit einem Erle-Korpus, Lace-Sensor-Tonabnehmern und einem geflammten AAA-Vogelaugenahornhals bestückt. Der Korpus wurde mit 24 Karat Gold (Gold Leaf) überzogen.

## Verkauf und Ausstellungsorte
Clapton versteigerte diese Gitarre 1999 in New York auf seiner ersten Versteigerung von Gitarren und Verstärkern, um das von ihm gegründeten Crossroads Centre auf Antigua zu unterstützen. Der Verkaufspreis lag bei 455.500 US-Dollar.
2000 erhielt das Instrument einen Platz im Louvre. „Als ausgefallenes Sammlerobjekt hat so ein Stück der Rockgeschichte hier genau den richtigen Platz“ sagte ein Mitarbeiter im Louvre. 2010 wurde die Gitarre auf Claptons Wunsch hin entfernt und findet ihren Platz nun im Rock 'N' Roll Museum in den Vereinigten Staaten von Amerika.

## Reproduktion nach dem Verkauf
Kurz nachdem Clapton die Gitarre versteigerte, stellte Fender 20 Replika als Signaturmodell her.